# بانغي
بانغي (بالفرنسية: Bangui)‏، أو Bangî في لغة سانغو، هي عاصمة جمهورية أفريقيا الوسطى وأكبر مدنها. وقدر عدد سكانها بنحو 734,350 نسمة حسب تعداد عام 2012. تأسست كقاعدة عسكرية فرنسية في عام 1889 وسميت بهذا الاسم لوقوعها على الضفة الشمالية من نهر أوبانغي؛ واشتق اسم نهر أوبانغي من كلمة «التيارات» من لغة بوبانغي، وذلك بسبب التيارات السريعة الواقعة بجانب المستوطنة،  والتي شكلت نهاية المياه الصالحة للملاحة شمالا من برازافيل. تعيش الغالبية العظمى من سكان جمهورية أفريقيا الوسطى في الأجزاء الغربية من البلاد، وذلك في بانغي والمنطقة المحيطة بها.
تشكل المدينة بلدية مستقلة (بالفرنسية: commune autonome)‏ من جمهورية أفريقيا الوسطى وتحيط بها محافظة أومبلامبوكو. وتبلغ مساحتها 67 كيلومترا مربعا (26 ميل مربع)، وهي أصغر تقسيم إداري رفيع المستوى في البلاد، ولكن أعلى من حيث عدد السكان. وتتكون المدينة من ثماني مناطق حضرية (arrondissements)، و 16 مجموعة (groupements) و 205 حي (quartiers). وبصفتها عاصمة جمهورية أفريقيا الوسطى، فإن بانغي تمثل المركز الإداري والتجاري للبلاد. يقع بها مطار بانغي مبوكو الدولي. وكذلك فإن المباني الحكومية والبنوك والشركات الأجنبية والسفارات والمستشفيات والفنادق والأسواق الرئيسية وسجن نغاراغبا المركزي تقع جميعها هنا. تعتمد بانغي على تصنيع المنسوجات والمنتجات الغذائية والبيرة والأحذية والصابون. كما أن كاتدرائية نوتردام هي مقر أبرشية الروم الكاثوليك في بانغي. والمدينة هي أيضا موطن جامعة بانغي التي افتتحت في عام 1970.
أصبحت بانغي مسرحا لنشاط المتمردين المكثف وتعرضت للدمار خلال عقود من الاضطراب السياسي، بما في ذلك التمرد الحالي في البلاد. وكنتيجة لهذه الاضطرابات، فقد وضعت المدينة في عام 1996 في قائمة أخطر المناطق في العالم.

## المناخ
يظهر الجدول التالي التغييرات المناخية على مدار السنة لبانغي:
| البيانات المناخية لـبانغي                             | البيانات المناخية لـبانغي | البيانات المناخية لـبانغي | البيانات المناخية لـبانغي | البيانات المناخية لـبانغي | البيانات المناخية لـبانغي | البيانات المناخية لـبانغي | البيانات المناخية لـبانغي | البيانات المناخية لـبانغي | البيانات المناخية لـبانغي | البيانات المناخية لـبانغي | البيانات المناخية لـبانغي | البيانات المناخية لـبانغي | البيانات المناخية لـبانغي |
| الشهر                                                 | يناير                     | فبراير                    | مارس                      | أبريل                     | مايو                      | يونيو                     | يوليو                     | أغسطس                     | سبتمبر                    | أكتوبر                    | نوفمبر                    | ديسمبر                    | المعدل السنوي             |
| ----------------------------------------------------- | ------------------------- | ------------------------- | ------------------------- | ------------------------- | ------------------------- | ------------------------- | ------------------------- | ------------------------- | ------------------------- | ------------------------- | ------------------------- | ------------------------- | ------------------------- |
| الدرجة القصوى °م (°ف)                                 | 37.2 (99.0)               | 38.8 (101.8)              | 39.5 (103.1)              | 38.0 (100.4)              | 38.6 (101.5)              | 35.8 (96.4)               | 34.3 (93.7)               | 34.4 (93.9)               | 35.9 (96.6)               | 35.7 (96.3)               | 36.7 (98.1)               | 36.2 (97.2)               | 39.5 (103.1)              |
| متوسط درجة الحرارة الكبرى °م (°ف)                     | 32.9 (91.2)               | 33.9 (93.0)               | 33.5 (92.3)               | 32.9 (91.2)               | 31.9 (89.4)               | 30.9 (87.6)               | 29.9 (85.8)               | 29.9 (85.8)               | 30.6 (87.1)               | 30.7 (87.3)               | 31.4 (88.5)               | 31.8 (89.2)               | 31.7 (89.1)               |
| المتوسط اليومي °م (°ف)                                | 26.0 (78.8)               | 27.1 (80.8)               | 27.4 (81.3)               | 27.1 (80.8)               | 26.5 (79.7)               | 25.3 (77.5)               | 25.1 (77.2)               | 25.1 (77.2)               | 25.4 (77.7)               | 25.5 (77.9)               | 25.7 (78.3)               | 25.7 (78.3)               | 26.0 (78.8)               |
| متوسط درجة الحرارة الصغرى °م (°ف)                     | 19.5 (67.1)               | 20.2 (68.4)               | 21.3 (70.3)               | 21.4 (70.5)               | 21.1 (70.0)               | 19.7 (67.5)               | 20.3 (68.5)               | 20.3 (68.5)               | 20.2 (68.4)               | 20.2 (68.4)               | 20.0 (68.0)               | 19.3 (66.7)               | 20.3 (68.5)               |
| أدنى درجة حرارة °م (°ف)                               | 13.0 (55.4)               | 13.1 (55.6)               | 16.2 (61.2)               | 14.4 (57.9)               | 16.0 (60.8)               | 16.5 (61.7)               | 15.0 (59.0)               | 17.0 (62.6)               | 17.2 (63.0)               | 17.3 (63.1)               | 16.9 (62.4)               | 13.8 (56.8)               | 13.0 (55.4)               |
| الهطول مم (إنش)                                       | 20 (0.8)                  | 39 (1.5)                  | 116 (4.6)                 | 142 (5.6)                 | 167 (6.6)                 | 134 (5.3)                 | 174 (6.9)                 | 240 (9.4)                 | 185 (7.3)                 | 190 (7.5)                 | 89 (3.5)                  | 24 (0.9)                  | 1٬520 (59.9)              |
| متوسط أيام هطول الأمطار (≥ 0.1 mm)                    | 2                         | 5                         | 10                        | 12                        | 14                        | 13                        | 14                        | 17                        | 16                        | 17                        | 11                        | 4                         | 135                       |
| متوسط الرطوبة النسبية (%)                             | 70                        | 64                        | 71                        | 76                        | 79                        | 81                        | 83                        | 83                        | 83                        | 83                        | 81                        | 75                        | 77                        |
| ساعات سطوع الشمس الشهرية                              | 203                       | 201                       | 191                       | 184                       | 193                       | 158                       | 138                       | 138                       | 143                       | 158                       | 171                       | 220                       | 2٬098                     |
| المصدر #1: الأرصاد الجوية الألمانية                   |                           |                           |                           |                           |                           |                           |                           |                           |                           |                           |                           |                           |                           |
| المصدر #2: Danish Meteorological Institute (sun only) |                           |                           |                           |                           |                           |                           |                           |                           |                           |                           |                           |                           |                           |

## توأمة
لبانغي اتفاقيات توأمة مع:
- دودوما

## أعلام
- مابو يانغا مبيوا
- كيلي يوغا
- اينزا ياميسي
- جان بيدل بوكاسا
- فياني مابيدي
- مايكل موكونغو